# Meng Tian
Meng Tian (蒙恬; Méng Tián), död 210 f.Kr. var en framgångsrik kinesisk general under Qindynastin som ansvarade för byggandet av Kinesiska muren. Meng Tian kom från en militärfamilj där både hans far (Meng Wu) och farfar (Meng Ao) var framgångsrika generaler från staten Qi.
Meng Tian var utbildad jurist, och efter utbildningen blev han officer. 221 f.Kr. blev Meng Tian utsedd till general i Qin, och han ledde attacken mot staten Qi. Qi var den sista staten som besegrades under Qins föreningskrig innan landet var enat och Qin Shi Huangdi utropat sig som kinas första kejsare. Efter segern fick Meng Tian befäl över 300 000 soldater, fångar och anställda med vilka han drev bort de nordliga nomadfolken Xiongnu och Di och annekterade området söder om Gula floden (Ordos). Under fälttåget färdigställdes även kinesiska muren genom att dels bygga nya murar, men även sammankoppla de befintliga murarna från de tidigare staterna till en lång mur.
Meng Tian byggde också en serie vägar för att förbinda de tidigare erövrade rikena. Utmärkande var den stora nord-sydliga landsvägen raka vägen som påbörjades 212 f.Kr. från Qindynastins huvudstad Xianyang 咸阳 norr ut över Ordosplatån, över Gula floden som slutade i Jiuyuan. Vägen har överlevt historien och en nutida väg följer samma sträckning.
När Qingdynastins första kejsare Qin Shi Huangdi dog 210 f.Kr blev Meng Tian (tillsammans med tronarvingen prins Fu Su) beordrade att begå självmord som en del i konspirationen för att tillsätta Ying Huhai som kejsare.
Fu Su begick självmord efter att ha mottagit orden, men Meng Tian blev misstänksam och villa få ordern bekräftad. Ying Huhai (som nu tillträtt som kejsar Qin Er Shi) var beredd att benåda Meng Tian, men den mäktiga eunucken Zhao Gao som var drivande i konspirationen hade en konflikt med Meng Yi (Meng Tians yngre bror som var minister i hovet) och var orolig för att familjen Meng skulle bli en maktfaktor och övertygade kejsaren om att fängsla de båda Meng-bröderna. Meng Yi blev erbjuden att begå självmord men vägrade och blev därmed avrättad. Meng Tian argumenterade i fängelset för att få behålla sitt liv, men insåg att det inte fanns något hopp och tog därefter sitt liv genom att svälja gift.